# Bius thoracicus
Genre
Espèce
Bius thoracicus est une espèce d'insectes coléoptères de la famille des Tenebrionidae. C'est la seule espèce de son genre Bius (monotypique).
Elle est répandue dans toute la taïga du paléarctique. Certains spécimens ont aussi été trouvés en Autriche et Allemagne. Elle se nourrit de bois mort. Son mode de vie implique que l'espèce est très dépendante des forêts anciennes.